# Ramillies
För andra betydelser, se Ramillies (olika betydelser).
Ramillies (vallonska Ramiêye) är en kommun i provinsen Vallonska Brabant i fransktalande Vallonien i Belgien. Kommunen består av de sju ortsdelarna Autre-Église, Bomal, Geest-Gérompont-Petit-Rosière, Grand-Rosière-Hottomont, Huppaye, Mont-Saint-André och Ramillies-Offus.